# Biker Boyz
Biker Boyz és una pel·lícula estatunidenca dirigida per Reggie Rock Bythewood, estrenada el 2003

## Argument
El club dels Black Knights reuneix l'elit dels motoristes californians sota la gaiata de l'invencible Smoke. Campió de fora pistes, és el mestre d'aquesta petita col·lectivitat.
Un dia, un jove rival anomenat Kid demana entrar al club. Amb 18 anys, ha perdut el seu pare sis mesos abans i té un problema d'identitat. Destronar Smoke li permetria sortir del forat i imposar-se en el mitjà dels bikers.
Però Smoke nega al jove ambiciós l'entrada als Black Knights. Kid crea llavors el seu propi club, els Biker Boyz. Una competició arrenca llavors...

## Repartiment
- Manuel Galloway: Laurence Fishburne
- Kid: Derek Luke
- Soul Train: Orlando Jones
- Stuntman: Brendan Fehr
- Tina: Meagan Good
- Queenie: Lisa Bonet
- Angel: Rick Gonzalez
- Dogg: Kid Rock
- Motherland: Djimon Hounsou
- Wood: Larenz Tate
- Half & Half: Salli Richardson-Whitfield
- Chu Chu: Terrence Howard
- Sheila: Melissa De Sousa
- Anita: Vanessa Bell Calloway